# Svjetski kup u hokeju na travi 1971.
1. svjetski kup u hokeju na travi je bilo prvo svjetsko prvenstvo u muškoj konkurenciji u športu hokeju na travi.
Održao se od 15. listopada do 24. listopada 1971.
Krovna organizacija za ovo natjecanje je bila Međunarodna federacija za hokej na travi.

## Mjesto održavanja
Izvorno se ovo natjecanje trebalo održati u Pakistanu, u Lahoreu, no zbog sigurnosnih razloga, domaćinstvo je naposljetku dano Španjolskoj, odnosno katalonskom glavnom gradu, Barceloni.
Svi susreti su održani u športskom kompeksu Real Club de Polo .

## Sudionici

### Skupina "A"
| Argentina | SR Njemačka | Francuska | Indija | Kenija |

### Skupina "B"
| Australija | Japan | Nizozemska | Pakistan | Španjolska |

## Krug po skupinama
1. svjetski kup u hokeju na travi je bilo prvo svjetsko prvenstvo u muškoj konkurenciji u športu hokeju na travi.
Održao se od 15. listopada do 24. listopada 1971.
Krovna organizacija za ovo natjecanje je bila Međunarodna federacija za hokej na travi.

## Mjesto održavanja
Izvorno se ovo natjecanje trebalo održati u Pakistanu, u Lahoreu, no zbog sigurnosnih razloga, domaćinstvo je naposljetku dano Španjolskoj, odnosno katalonskom glavnom gradu, Barceloni.
Svi susreti su održani u športskom kompeksu Real Club de Polo .

## Krug po skupinama

### Skupina "A"
| SR Njemačka         | - Argentina   | 5:1 |
| Indija              | - Francuska   | 1:0 |
| Francuska           | - Kenija      | 1:0 |
| Indija              | - Argentina   | 1:0 |
| SR Njemačka         | - Francuska   | 4:0 |
| Indija              | - Kenija      | 2:0 |
| Francuska           | - Argentina   | 1:0 |
| Kenija              | - SR Njemačka | 3:0 |
| Argentina           | - Kenija      | 0:2 |
| Indija              | - SR Njemačka | 1:0 |
| Susret za 2. mjesto |               |     |
| Kenija              | - SR Njemačka | 2:1 |

### Skuina "B"
| Španjolska | - Japan      | 2:0 |
| Pakistan   | - Australija | 5:2 |
| Nizozemska | - Španjolska | 0:0 |
| Pakistan   | - Japan      | 1:0 |
| Nizozemska | - Pakistan   | 3:3 |
| Australija | - Japan      | 1:1 |
| Španjolska | - Pakistan   | 3:2 |
| Nizozemska | - Australija | 1:0 |
| Japan      | - Nizozemska | 1:0 |
| Australija | - Španjolska | 1:0 |

## Susreti za poredak
| Nizozemska  | - Francuska  | 2:1 |
| SR Njemačka | - Australija | 1:0 |

### Za 7. mjesto
| Japan | - Argentina | 2:0 |

### Za 5. mjesto
| Francuska | - Australija | 1:0 |

| SR Njemačka | - Nizozemska | 1:0 prod. |

## Susreti za odličja

### Poluzavršnica
| Pakistan   | - Indija | 2:1       |
| Španjolska | - Kenija | 1:0 prod. |

### Za brončano odličje
| Indija | - Kenija | 2:1 prod. |

### Završnica
| Pakistan | - Španjolska | 1:0 |

## Konačni poredak
| Mj. | Momčad      |
| --- | ----------- |
| 1.  | Pakistan    |
| 2.  | Španjolska  |
| 3.  | Indija      |
| 4.  | Kenija      |
| 5.  | SR Njemačka |
| 6.  | Nizozemska  |
| 7.  | Francuska   |
| 8.  | Australija  |
| 9.  | Japan       |
| 10. | Argentina   |
| Svjetski prvaci 1971. |
| --------------------- |
| Pakistan Prvi naslov  |

## Ljestvica najboljih strijelaca
| Mj. | Igrač             | Pogodaka |
| --- | ----------------- | -------- |
| 1.  | Tanvir Dar        | 8        |
| 2.  | Juan Amat         | 4        |
|     | Avtar Singh       | 4        |
| 4.  | Wolfgang Baumgart | 3        |
|     | Winfried Maier    | 3        |
|     | Abdul Rashid      | 3        |
|     | Rajwinder Singh   | 3        |
|     | Uli Vos           | 3        |